# حارة الحسين (صنعاء)
حارة الحسين هي إحدى حارات حي حزيز بمديرية ضواحي الأمانة سنحان وبني بهلول إحد مديريات العاصمة اليمنية صنعاء، بلغ تعداد سكانها 2795 نسمة حسب تعداد اليمن لعام 2004.